# Villafranca de Duero
Villafranca de Duero község Spanyolországban, Valladolid tartományban. Villafranca de Duero Toro, San Román de Hornija és Castronuño községekkel határos. Lakosainak száma 241 fő (2024).

## Népesség
A település népessége az utóbbi években az alábbiak szerint változott:
| Lakosok száma | 366  | 374  | 366  | 375  | 311  | 300  | 279  | 258  | 251  | 241  |
|               | 2001 | 2004 | 2007 | 2009 | 2012 | 2014 | 2017 | 2019 | 2022 | 2024 |